# Віртуалізація на рівні операційної системи
Віртуалізація на рівні операційної системи — метод віртуалізації, при якому ядро операційної системи підтримує декілька ізольованих примірників простору користувача, замість одного. Ці примірники (часто звані контейнерами або зонами) з точки зору користувача повністю ідентичні реальному серверові. Ядро забезпечує повну ізольованість контейнерів, тому програми з різних контейнерів не можуть впливати одна на одну.
Для систем на базі UNIX ця технологія може розглядатися як поліпшена реалізація механізму chroot.

## Реалізації
| Механізм                       | Операційна система                          | Ліцензія                    | Дата випуску | Особливості               | Особливості   | Особливості   | Особливості       | Особливості     | Особливості     | Особливості   |
| Механізм                       | Операційна система                          | Ліцензія                    | Дата випуску | Ізоляція файлової системи | Дискові квоти | Обмеження I/O | Обмеження пам'яті | Квоти процесора | Ізоляція мережі | Жива міграція |
| ------------------------------ | ------------------------------------------- | --------------------------- | ------------ | ------------------------- | ------------- | ------------- | ----------------- | --------------- | --------------- | ------------- |
| chroot                         | більшість Юнікс-подібних операційних систем | власницька BSD GNU GPL CDDL | 1982         | Частково                  | Ні            | Ні            | Ні                | Ні              | Ні              | Ні            |
| Solaris Containers             | OpenSolaris                                 | CDDL                        | 05/2008      | Так                       | Так           | Ні            | Так               | Так             | Так             | Ні            |
| Solaris Containers             | Solaris                                     | CDDL                        | 01/2005      | Так                       | Так           | Ні            | Так               | Так             | Ні              | Ні            |
| FreeVPS                        | Linux                                       | GNU GPL                     | -            | Так                       | Так           | Ні            | Так               | Так             | Так             | Ні            |
| iCore Virtual Accounts         | Windows XP                                  | власницька                  | 06/2008      | Так                       | Так           | Ні            | Ні                | Ні              | Так             | Ні            |
| Linux-VServer                  | Linux                                       | GNU GPL v.2                 | -            | Так                       | Так           | Так           | Так               | Так             | Так             | Ні            |
| LXC                            | Linux                                       | GNU GPL v.2                 | 2008         | Так                       | Ні            | Так           | Так               | Так             | Так             | Ні            |
| OpenVZ                         | Linux                                       | GNU GPL v.2                 | -            | Так                       | Так           | Так           | Так               | Так             | Так             | Так           |
| Parallels Virtuozzo Containers | Linux, Microsoft Windows                    | власницька                  | -            | Так                       | Так           | Так           | Так               | Так             | Так             | Так           |
| FreeBSD Jail                   | FreeBSD                                     | BSD                         | 03/2000      | Так                       | Так           | Ні            | Так               | Частково        | Так             | Ні            |
| sysjail                        | OpenBSD, NetBSD                             | BSD                         | -            | Так                       | Ні            | Ні            | Ні                | Ні              | Так             | Ні            |
| WPARs                          | AIX                                         | власницька                  | 10/2007      | Так                       | Так           | Так           | Так               | Так             | Так             | Так           |
| Docker                         | Linux (використовуючи LXC)                  | Apache License 2.0          | 2013         | Так                       | Так           | не прямо      | не прямо          | Так             | Так             | Так           |